# Korkovník amurský
Korkovník amurský (Phellodendron amurense) je rostlina, listnatá opadavá dřevina z čeledi routovité. Druh tvoří až 15-25 m vysoké stromy. Celá rostlina voní.

## Výskyt
Pochází z Asie, přirozeně se vyskytuje v oblasti od Mandžuska po Japonsko a na jihu po Tchaj-wan. Pěstuje se jako okrasná rostlina i v ČR.

## Popis
Významným rozeznávacím znakem je korkovitá borka, která neustále dorůstá. Zpeřené listy jsou asi 25 až 40 cm dlouhé. Druh je dvoudomý. Kvete od června do července. Plody jsou černé, kulovité bobulím podobné peckovice, asi 8 mm velké, každá obsahuje pět semen.

## Použití
Druh je používaný do skupin, ale především jako solitéra. Preferuje propustné vlhké půdy a výsluní. Snáší exhalace. Dobře snáší řez, ale většinou jej nevyžaduje, obvykle netrpí škůdci. Množení semeny, řízky.

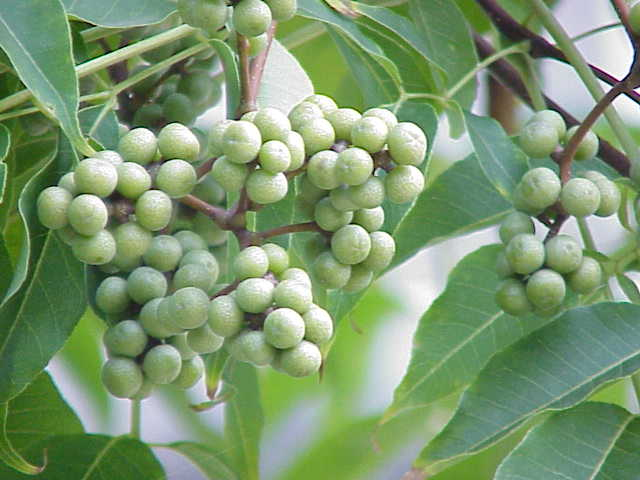
Plody
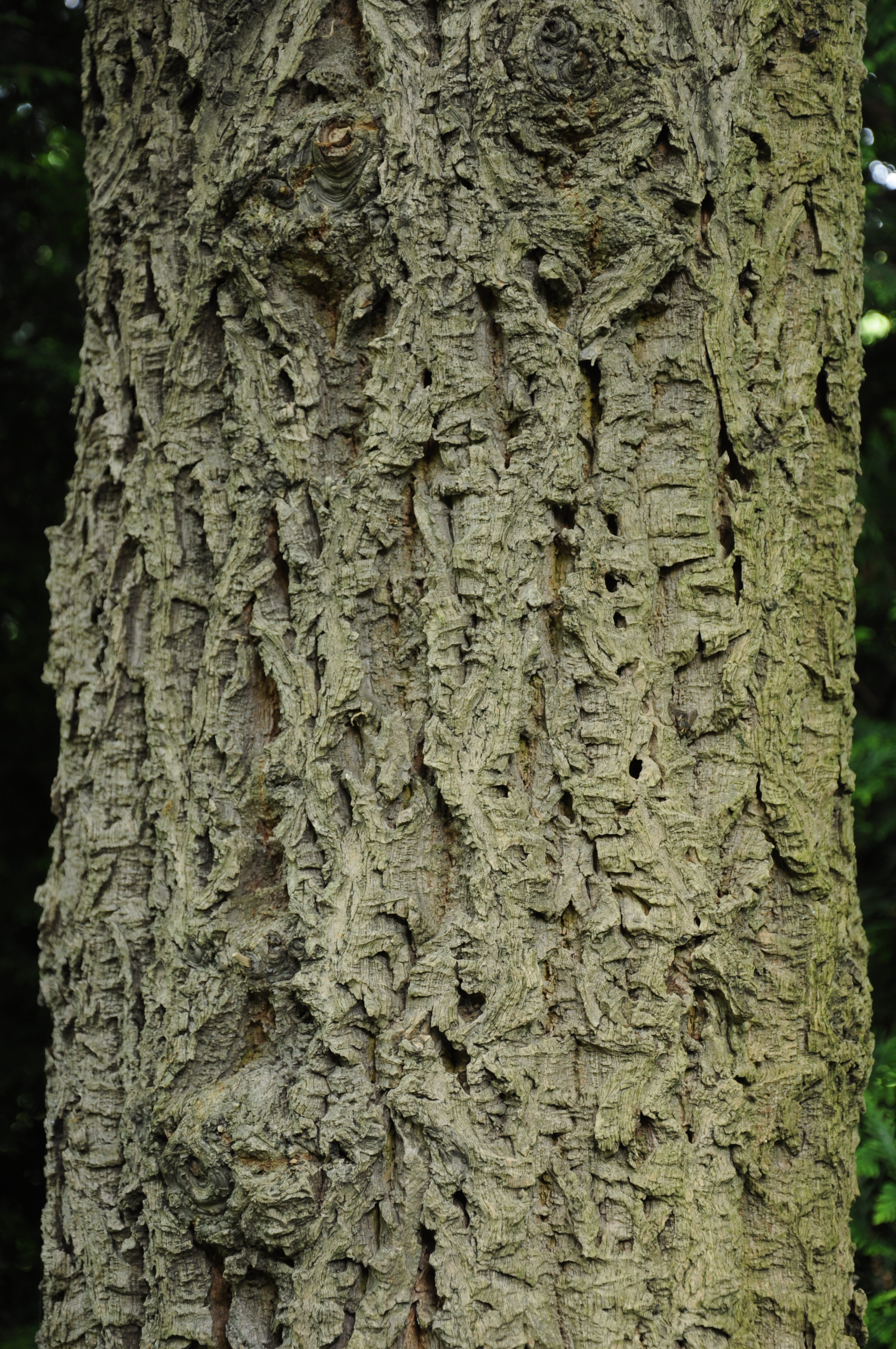
Borka
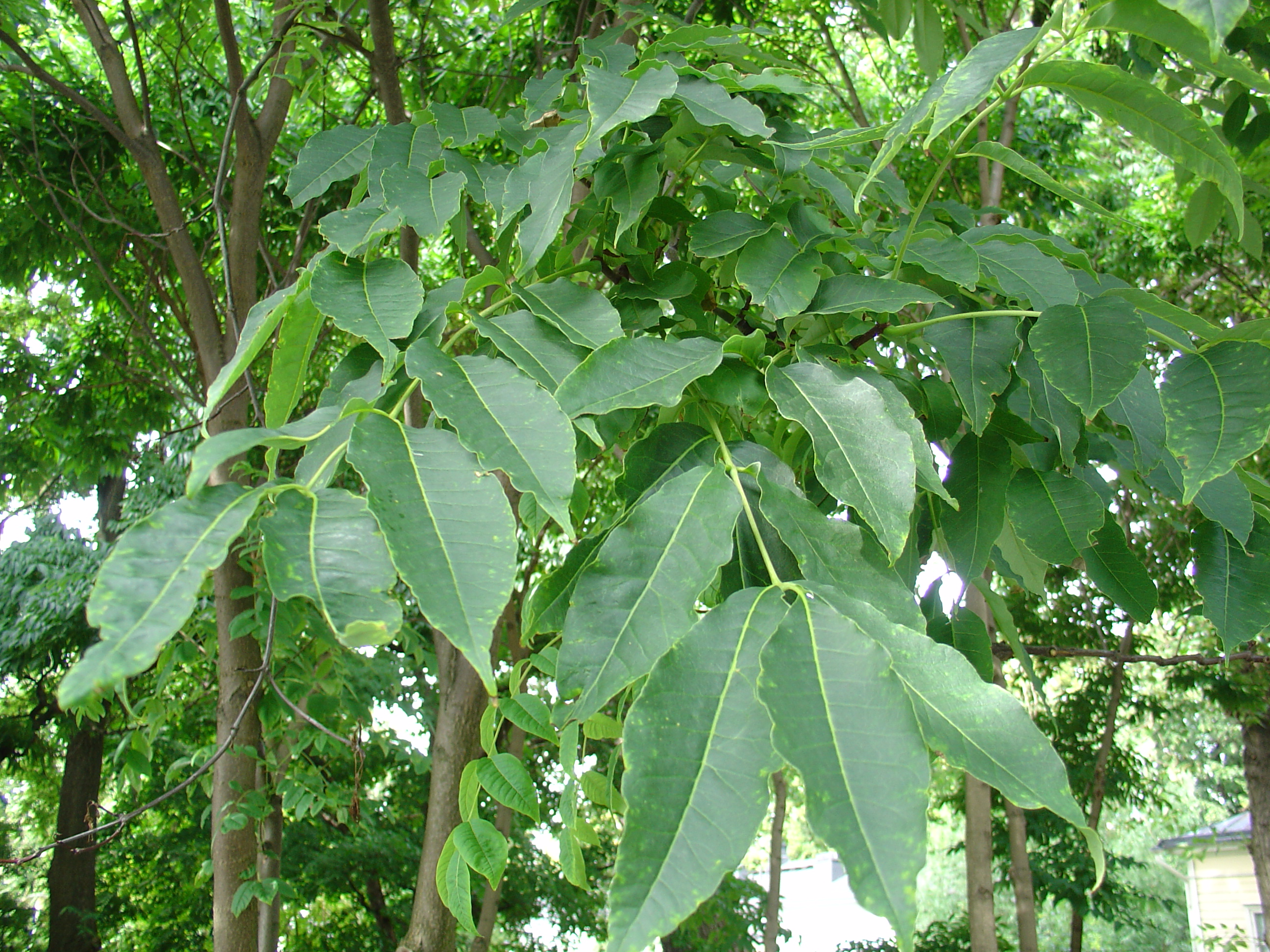
Listy